# John Bissell Carroll
Pour les articles homonymes, voir Carroll.
John Bissell Carroll (surnommé Jack Carroll), né le 5 juin 1916 à Hartford et mort le 1er juillet 2003 à Fairbanks, est un psychologue américain connu pour ses contributions en psychologie dans les domaines de la psycholinguistique et de la psychométrie.

## Biographie
Il est né le 5 juin 1916 à Hartford dans le Connecticut. Il manifeste très tôt de nombreux talents, apprenant le piano et la composition et sachant parler plusieurs langues précocement. À l'âge de treize ans, il assiste à une conférence de Benjamin Whorf sur les Aztèques et les Mayas, et les relations entre leur culture et leur langage. Whorf y communique sa passion pour les langues mexicaines anciennes. De cette rencontre débute une amitié et une collaboration pendant laquelle Carroll acquiert de nombreuses connaissances en linguistique et phonémique. Ils travaillent ensemble au déchiffrage de langues anciennes pendant plusieurs années. Carroll édite en 1965 une sélection des travaux de Whorf.   
Carroll est étudiant à la Wesleyan University dont il sort diplômé en 1937. Il assiste à un programme d'été dont l'un des professeurs est le linguiste Edward Sapir (dont Whorf fut l'étudiant). Whorf s'intéresse alors à la psychologie à travers l'apprentissage des langues étrangères. Sapir et Whorf lui conseillent d'étudier la psychologie qui lui offrira de meilleures opportunités de carrière que la linguistique, malgré la préférence de Carroll pour la linguistique.   
Il entre alors à l'Université de Minnesota où travaille Burrhus Frederic Skinner, un des rares psychologues intéressés par le langage dans les années 1930. Cependant, le travail de Skinner intéresse peu Carroll qui préférerait travailler sur de grands échantillons. Après un colloque qui lui donne l'occasion de rencontrer Thurstone, Carroll décide de poursuivre la voie de la psychométrie. Skinner s'arrange alors pour que le jeune Carroll aille travailler avec Thurstone et d'autres psychologues à l'Université de Chicago durant l'été 1940. Il complète son travail de thèse et le publie dans la revue Psychometrika, A Factor Analysis of Verbal Abilities (1941).    
Il travaille alors au Mount Holyoke College (université) où il rencontre sa future épouse, Mary Elizabeth Searle. Ils se marient en 1941. Son épouse l'accompagne tout au long de sa carrière et soutient son travail en éditant et relisant ses manuscrits.     
Après un poste à l'Université d'Indiana (1942–1943) et à l'Université de Chicago (1943–1944), Carroll travaille comme psychologue pour l'aviation durant les années de guerre pour la U.S. Navy (1944 –1946). Il obtient un poste permanent à la Graduate School of Education de Harvard. Des promotions se succèdent : de professeur assistant, il devient professeur (Roy E. Larsen Professor of Education). Il rejoint le service des tests éducatifs (Educational Testing Service, ETS). En 1974, il rejoint l'Université de Caroline du Nord (University of North Carolina, UNC) à Chapel Hill, où il devient professeur et directeur de l'institut L. L. Thurstone Psychometric Laboratory (1974 –1979). Il devient professeur émérite de l'Université UNC en 1982.      

## Linguiste et psycholinguiste
Les travaux de Carroll marquèrent la psycholinguistique et la psychologie de l'éducation dans les années 1950. Il contribua à donner une place à part entière à la psycholinguistique. Il contribua à la monographie Psycholinguistics: A Survey of Theory and Research Problems, édité par C. E. Osgood et T. A. Sebeok (1954). 
Son article de 1961 Fundamental Considerations in Testing for English Language Proficiency of Foreign Students est considéré comme marquant le début de la modernité des tests des langues étrangères. Cet article fait l'objet d'un anniversaire, 25 ans plus tard, lors d'une conférence au Centre de Linguistique Appliquée (Center for Applied Linguistics) à Washington (1986). Ses travaux sur l'apprentissage d'une langue étrangère continuent de faire autorité plusieurs décennies plus tard.

## Psychométrie
Carroll raconte dans son livre Human Cognitive Abilities : A survey of factor analystic studies, comment à l'âge de la retraite, il a eu suffisamment de temps pour commencer à collecter les données de toutes les analyses factorielles effectuées sur les tests d'intelligence depuis leur création, soit 70 ans,. Dans sa nécrologie, son ancien collègue David Lubinski précise que Carroll a collecté ces données sur plusieurs décennies. Un total de plus de 460 études factorielles sont ainsi collectées. Il effectue un travail de collecte des données brutes : plus de cent mille données individuelles sont analysées. À l'issue de ses analyses factorielles qui suivent la démarche d'analyses factorielles hiérarchiques proposées par Raymond Cattell, Carroll conclut à un modèle hiérarchique à trois strates de l'intelligence (1993) avec un facteur général d'intelligence en amont, prédit par huit capacités cognitives générales, elles-mêmes associées à des capacités cognitives spécifiques (ou étroites),. La démarche n'est pas nouvelle, mais ses analyses permettent de préciser, et d'assembler les théories des travaux des pionniers de l'étude de l'intelligence que sont Spearman (qui avait mis en évidence un facteur g), Thurstone (qui avait mis en évidence sept habiletés cognitives primaires) et Gilford (qui avait trouvé plus de 120 facteurs). Cet ouvrage de plus de 800 pages devient une référence dans le domaine. 

## Influence
En psychométrie, les travaux de Carroll ont été poursuivis et enrichis par d'autres psychologues et spécialistes en psychométrie, pour donner le modèle de Cattell, Horn et Carroll (CHC) qui fait aujourd’hui figure de référence dans le domaine des aptitudes. Ce modèle décrit au mieux, sur un plan statistique, les données récoltées depuis la création des tests d'intelligence ou tests du quotient intellectuel. 
Les travaux de Carroll ont également influencé les sciences de l'éducation et la psychologie de l'apprentissage. Une sélection de ses travaux sur le sujet a été publiée en 1985,.  
Il a pris part aux débats passionnés des années 1990 sur la psychologie des habiletés cognitives et les différences observées entre les groupes ethniques.    

## Publications
Carroll a publié plus de 500 articles ou chapitres, et plusieurs livres. La liste qui suit est une sélection de ses publications les plus importantes. 
- Language Comprehension and the Acquisition of Knowledge, avec Roy O. Freedle, John Wiley & Sons Inc,  (ISBN 978-0470135853).
- Language and thought, Englewood Cliffs, NJ: Prentice Hall, 1964.
- The Carroll model: A twenty-five year retrospective and prospective view, Educational Researcher, 18 (1), 26-31, 1989.
- Human Cognitive Abilities: A Survey of Factor-Analytic Studies, Cambridge University Press, 1993  (ISBN 978-0521387125).
- Reflections on Stephen Jay Gould's The Mismeasure of Man (1981): A retrospective review, Intelligence, 21, 121-134, 1995, .
- Psychometrics, Intelligence, and Public Perception, Intelligence, 24(1), 25-52, 1997.
- The three-stratum theory of cognitive abilities, in D.P. Flanagan, J.L. Genshaft, & P.L. Harrison (éds.), Contemporary intellectual assessment: Theories, tests, and issues, p.122-130, New York : The Guilford Press, 1997.

## Distinctions
Les principales distinctions et honneurs reçus par Carroll tout au long de sa vie sont (liste non exhaustive) : 
- President de la Psychometric  Society  (1960–1961)
- Fondateur membre de la National Academy of Education (vice president 1977–1981)
- Award E.  L. Thorndike de l'association américaine de psychologie (APA) en division 15 (1970)
- Médaille du Jubilé de Diamant (Diamond Jubilee Medal) de l'Institut de Linguistique (Institute of Linguistics) de Londres (1971)
- Award for Distinguished Service in Measurement de l'ETS (1980)
- Award pour ses recherches (Distinguished Research Award) de la National Conference on Research in English (1990)
- Award pour les contributions de toute une vie (Lifetime Contribution Award) de l'APA, division 5 (1997)
- James McKeen Cattell Fellow of the  American  Psychological  Society  (1998)
- Médaille d'or pour les contributions de toute sa vie en science psychologique (Gold Medal Award for Life Achievement in the Science of Psychology) de l'APA (2002).